# Thalaina macfarlandi
Thalaina macfarlandi är en fjärilsart som beskrevs av Wilson 1972. Thalaina macfarlandi ingår i släktet Thalaina och familjen mätare. Inga underarter finns listade i Catalogue of Life.